# Aire coutumière Nengone
Nengone est une aire coutumière de la Nouvelle-Calédonie. Elle correspond à l'île de Maré dans les Îles Loyauté, le nengone désignant à la fois l'île, ses habitants et la langue kanak parlée par ceux-ci (plus de 6000 locuteurs, c'est l'une des quatre langues mélanésiennes ouvertes à l'enseignement).

## Subdivisions
L'Aire coutumière réunit 8 districts coutumiers, qui ont chacun un grand-chef (dont l'un des plus célèbres fut Nidoïsh Naisseline, grand-chef du district de Guahma jusqu'en 2007), et 30 tribus.
| Districts coutumiers | Tribus                                                                                            |
| -------------------- | ------------------------------------------------------------------------------------------------- |
| Guahma               | Hnawayatch, Kaewatine, Limite, Mebuet, Menaku, Nece, Padawa, Rô, Tenane, Thogone, Tuho, Wakuarory |
| Pénélo               | Cuaden, Kurine, Patho, Pénélo                                                                     |
| La Roche             | Atha, Ceni, Hnaenèdre, La Roche, Rawa, Peyece                                                     |
| Tadine               | Cengeite, Tadine                                                                                  |
| Tawainèdr            | Hnadid, Tawainèdr, Wakone                                                                         |
| Eni                  | Eni                                                                                               |
| Medu                 | Medu                                                                                              |
| Wabao                | Wabao                                                                                             |

## Conseil d'aire
Celui-ci est composé des 8 grands chefs de l'aire et d'autres représentants de ces différents districts, et est actuellement présidé par Paul Jewine, grand-chef de Medu, qui est aussi sénateur coutumier (il fut d'ailleurs président du Sénat coutumier de 2004 à 2005).

## Sénateurs coutumiers
L'aire est représentée au Sénat coutumier par Paul Jewine donc et par David Sinewami, 1er vice-président du conseil de l'aire et grand-chef de la Roche.